# 千户镇
千户镇，是中华人民共和国甘肃省天水市秦安县下辖的一个乡镇级行政单位。
2015年10月9日，甘肃省民政厅批复同意撤销千户乡，设立千户镇。

## 行政区划
千户镇下辖以下地区：
四坪村、何吕村、徐王村、新庄村、川珠村、出食村、王岭村、曹湾村、天城堡村、千户村、田山村、老山村、卢沟村、周湾村、六图村、刘庄村和永安村。